# Vrouwen van Ravensbrück 1940-1945
Vrouwen van Ravensbrück 1940-1945 is een monument op het Museumplein in Amsterdam ter nagedachtenis van de Nederlandse slachtoffers van het voor vrouwen opgezette nazi-concentratiekamp Ravensbrück in Duitsland.

## Monument
Het initiatief voor dit oorlogsmonument werd genomen in 1972, toen het Comité Vrouwen van Ravenbrück een opdracht naar kunstenaars zond voor een ontwerp van een artistiek kunstwerk ter herinnering aan Nederlandse slachtoffers van concentratiekamp Ravensbrück. Het ontwerp van Joost van Santen, Frank Nix en Guido Eckhardt werd in een beeld omgezet. Kern is een 3,40 meter hoge zuil, die licht en geluid uitzendt. Dit licht en geluid wordt opgevangen en weerkaatst door elf steeds groter wordende roestvast stalen panelen in een halve cirkel gezet rondom de ronde zuil van hetzelfde materiaal. Het geheel wordt gedragen door een natuurstenen plateau.
Met het licht en geluid vanuit de ronde kolom met elf sleuven wordt aandacht geschonken aan zowel de groep vrouwen die het concentratiekamp overleefd hebben, als degenen die omgekomen zijn. De omgekomen vrouwen worden gesymboliseerd door een opkomend en uitdovend licht, waarna opkomend en uitstervend geluid te horen is. De vrouwen die het kamp overleefd hebben worden gesymboliseerd door een rondgaande lichtflits met een kloppend geluid. De lichtflitsen doen denken aan de zoeklichten rond het kamp. Tussen deze signalen bevindt zich een moment van stilte.

## Teksten
- Op het hoogste paneel staan op het buitenschild de drie namen van de kunstenaars en het jaartal van oplevering.
- Op het binnenschild van een van de panelen staat: Voor haar[2] die tot het uiterste neen bleven zeggen tegen het fascisme.
- Op het binnenschild van een ander paneel staat: Vrouwen van Ravensbrück 1940-1945.
- Een plaquette op de ondergrond vermeldde tot 2002 de tekst: Ter nagedachtenis aan de 90.000 vrouwen en kinderen en de 20.000 mannen die in het concentratiekamp Ravensbrück zijn omgebracht.
- Later werd dit gewijzigd in: Ter nagedachtenis aan de vrouwen, mannen en kinderen die zijn omgekomen in het concentratiekamp Ravensbrück 1939-1945.

Het monument stond oorspronkelijk aan de noordwestkant van het Museumplein, bij het Van Gogh Museum. De constructie van de besturingskast in de kelderhal aan de zijkant van het museum, de centrale zuil en de platen rondom is uitgevoerd door Ben Burgers van de firma Linea Recta uit Roosendaal. Het monument werd op 25 april 1975 onthuld, dertig jaar na de bevrijding van het kamp, door een zevental overlevenden van het kamp in bijzijn van burgemeester Ivo Samkalden. Die onthulling was tevens het startsein voor de tentoonstelling “Vrouwen in verzet” gehouden in dat museum. De leerlingen van de Nicolaas Maesschool adopteerden op 5 mei 1987 in aanwezigheid van koningin Beatrix en prins Claus het monument voor de vrouwen van Ravensbrück op het Museumplein.Toen in 1996 het Museumplein werd heringericht en het Van Gogh Museum werd uitgebreid, is het monument naar de zuidoostkant verplaatst ter hoogte van de Teniersstraat.
Jaarlijks wordt op 13 april bij het monument de bevrijding van het concentratiekamp herdacht. Tot 2002 hield de Nederlandse Vrouwenbeweging hier ook soms bijeenkomsten.

## Afbeeldingen

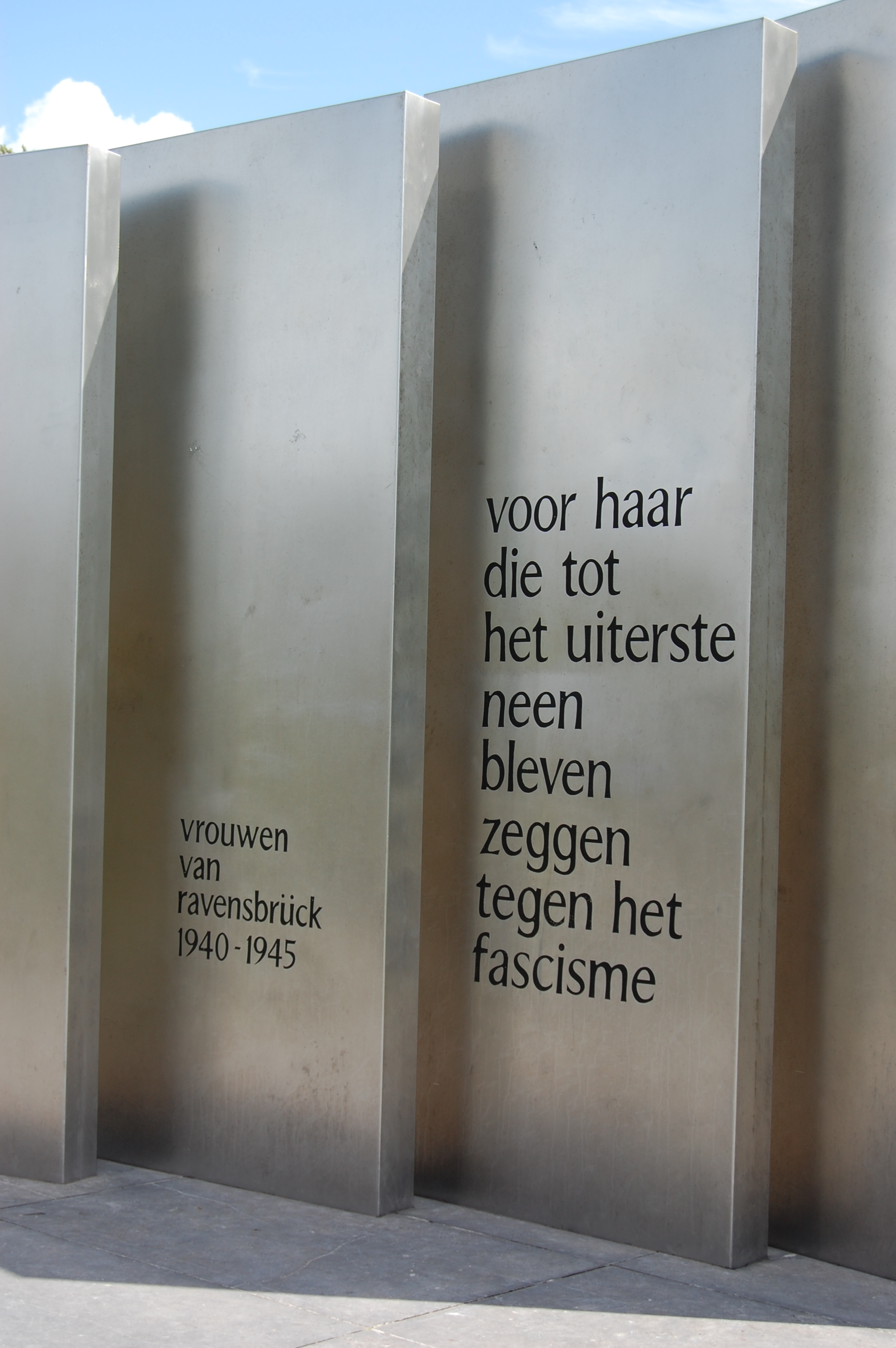
Detail van het monument op het Museumplein in Amsterdam (augustus 2008)
- Ravensbrückherdenking in 2017 bij het monument bijgewoond door minister Jeanine Hennis-Plasschaert
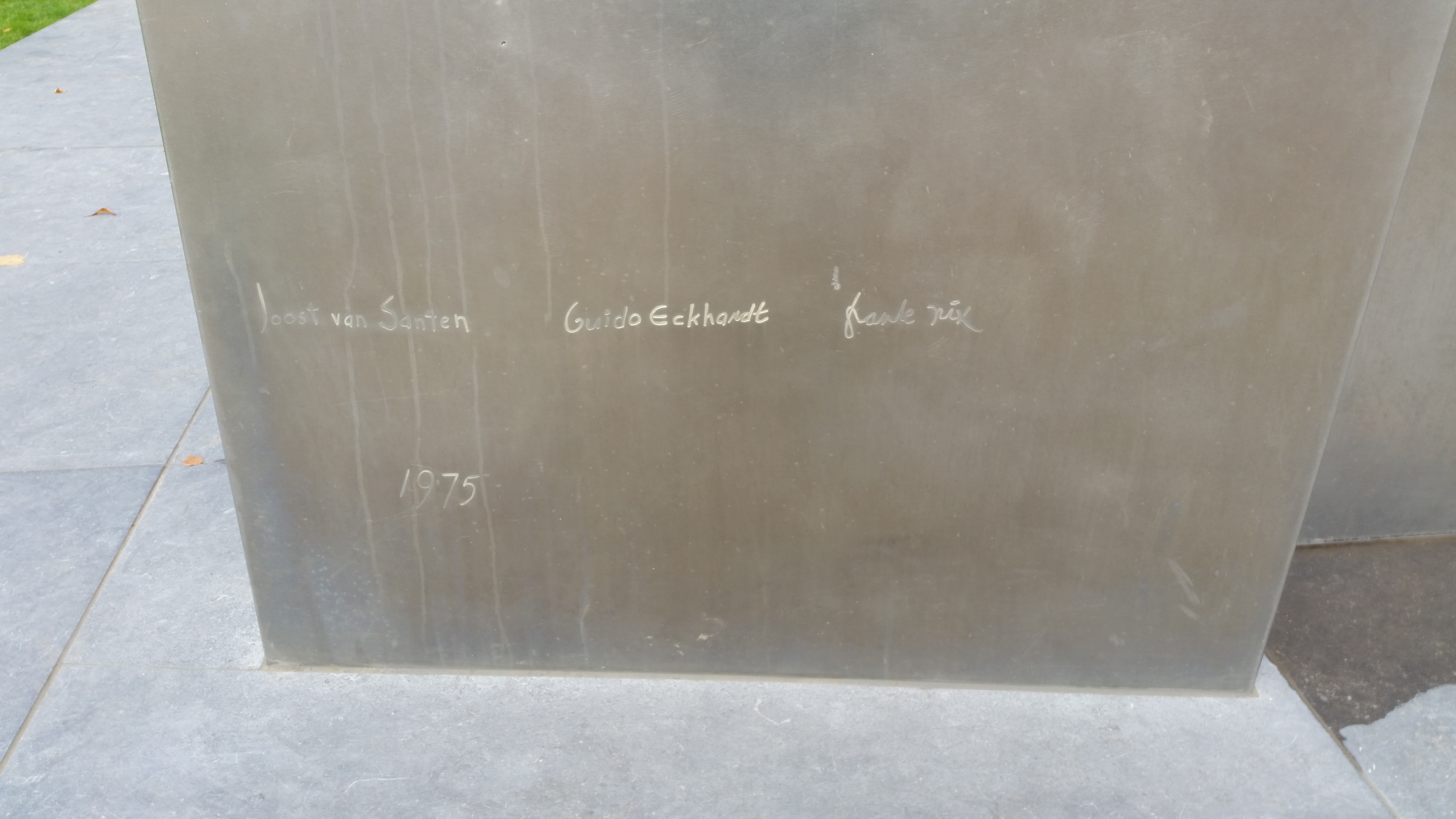
Drie kunstenaars (oktober 2019)
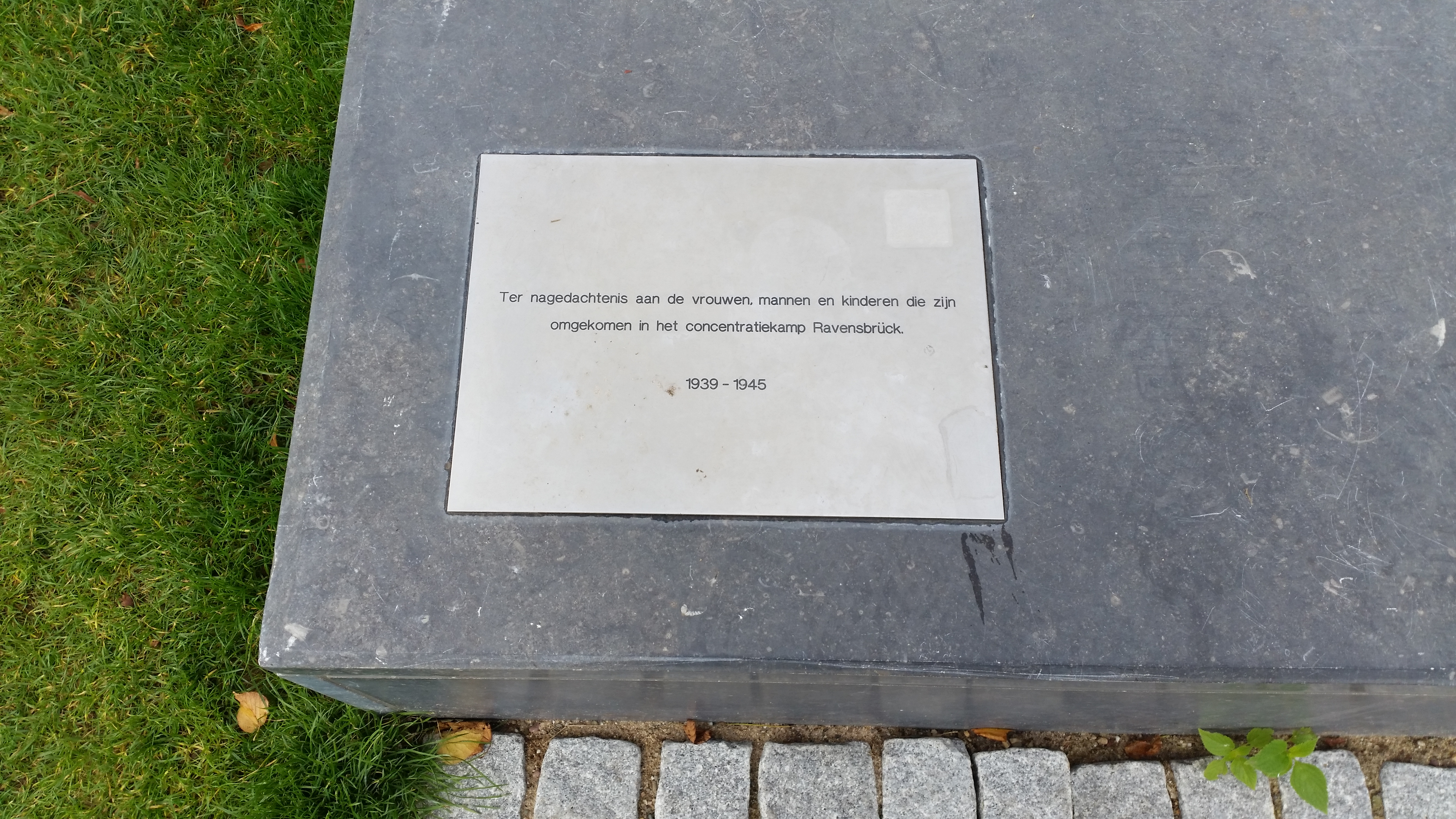
Plaquette (oktober 2019)